# Йоан Маврокордат
Йоан Маврокордат (рум. Ioan Mavrocordat, *23 липня 1684 — †23 листопада 1719) — господар Молдавського князівства в 1711, господар Валахії в 1716-1719. Фанаріот. Молодший син великого драгомана і турецького дипломата князя Александра Маврокордата (1636-1709).

## Біографія
Народився в Константинополі (Стамбулі). У 1710-1717 Йоан Маврокордат обіймав посаду Великого драгомана Османської імперії. Був тимчасовим правителем (каймакамом) Молдавського князівства з 26 вересня по 8 листопада 1711.
Обіймав посади Великого драгомана, господаря Волощини і Молдавії, молодший брат Миколи Маврокордата.